# حارة المدرسة (صنعاء)

تعديل مصدري - تعديل

المدرسة هي إحدى حارات حي بني حوات بمدينة الروضة شمال العاصمة اليمنية "صنعاء"، بلغ تعداد سكانها 1579 نسمة حسب تعداد اليمن لعام 2004.